# Strzelno Klasztorne
Strzelno Klasztorne – wieś w Polsce, położona w województwie kujawsko-pomorskim, w powiecie mogileńskim, w gminie Strzelno.

## Podział administracyjny
| SIMC    | Nazwa                    | Rodzaj    |
| ------- | ------------------------ | --------- |
| 1029419 | Laskowo                  | część wsi |
| 1029431 | Tomaszewo                | część wsi |
| 0096684 | Wybudowanie Strzeleńskie | część wsi |

W latach 1975–1998 miejscowość administracyjnie należała do województwa bydgoskiego.

## Demografia
Według Narodowego Spisu Powszechnego (III 2011 r.) liczyła 203 mieszkańców. Jest czternastą co do wielkości miejscowością gminy Strzelno.